# Condado de Derry
El condado de Londonderry o condado de Derry (Doire, cuyo significado es "roble" en irlandés) es uno de los seis condados de Irlanda del Norte, Reino Unido. Lleva el nombre de su ciudad más importante. Derry, después llamada Londonderry. El condado ocupa una superficie de 2074 kilómetros cuadrados y tiene una población de 213 000 habitantes.
El nombre está sujeto a la disputa política. Los nacionalistas irlandeses prefieren Derry, mientras que los unionistas prefieren Londonderry. En la República de Irlanda se utiliza oficialmente el nombre Derry, mientras que las autoridades británicas utilizan Londonderry.
- Datos: Q192208
- Multimedia: County Londonderry / Q192208